# Geranium mexicanum
Geranium mexicanum là một loài thực vật có hoa trong họ Mỏ hạc. Loài này được Kunth mô tả khoa học đầu tiên năm 1822.